# Flat Islands (Placentia Bay)
De Flat Islands zijn een kleine, onbewoonde archipel in Newfoundland en Labrador, de oostelijkste provincie van Canada. De eilandengroep bevindt zich in Placentia Bay, vlak voor de zuidkust van het eiland Newfoundland. De twee grootste eilanden waren tot in de jaren 1960 bewoond.

## Geografie
De archipel bevindt zich in het uiterste westen van Placentia Bay, de grootste baai aan Newfoundlands zuidkust. De eilanden liggen gemiddeld op zo'n 2 à 3 km ten oosten van het schiereiland Burin. Ten oosten van de groep ligt het relatief grote Jude Island.
Flat Island (2,7 km²) en Davis Island (1,1 km²) zijn bij verre de grootste eilanden van de archipel. De groep bestaat voorts nog uit Bald Island, Coachman Island, Copper Island, Durdle Island, Glimshire Island, Little Copper Island, Tinkershare Island, Woody Island en Yardie Island. Daarnaast tellen de Flat Islands ook een groot aantal rotsen en klippen.

## Geschiedenis

### Algemeen
De nederzettingen op Davis Island en Flat Island werden in de vroege 19e eeuw gesticht door Engelse migranten. De eerste inwoners van deze archipel in de toenmalige Kolonie Newfoundland waren verschillende gezinnen die gelijktijdig geëmigreerd waren uit het Noord-Engelse Graafschap Durham. De locatie was aantrekkelijk daar deze dicht bij lucratieve visgronden lag. De lokale gemeenschap leefde dan ook van de visserij.
In de loop van de 19e eeuw groeide de bevolking gestaag, met onder meer inwijkelingen uit Newfoundland en Frankrijk. In 1911 bouwde men op Davis Island een vuurtoren. In de eerste helft van de 20e eeuw bereikte de eilandengroep op haar piek een bevolkingsomvang van ongeveer 800.
Ter ere van de troonsbestijging van koningin Elizabeth II van het Verenigd Koninkrijk werd de nederzetting op Davis Island in 1952 hernoemd naar Port Elizabeth. In 1962 werd Port Elizabeth, dat toen zo'n 380 inwoners telde, een gemeente met de status van local government community. De nederzetting op Flat Island bleef daarentegen steeds gemeentevrij.

### Hervestiging
In het kader van het provinciale hervestigingsbeleid verhuisden alle inwoners van de Flat Islands eind jaren 1960 naar het Newfoundlandse vasteland. Sindsdien zijn Flat Island en Port Elizabeth spookdorpen.
De meeste jonge mensen van de archipel verhuisden naar grotere vissersdorpen zoals Grand Bank, Burin en Marystown, al vertrokken ook tien gezinnen naar het landbouwersdorp Winterland. Een aanzienlijk deel van de inwoners van Port Elizabeth, voornamelijk iets oudere mensen met aanzienlijke investeringen in visgerei, gingen enkel akkoord met hervestiging als ze mochten verhuizen naar Red Harbour. Dat dorpje ligt aan de gelijknamige natuurlijke haven op Burin op nog geen 5 km van Davis Island. De overheid aanvaardde dit uiteindelijk, zij het met erg grote tegenzin. Het creëerde immers een vrij absurde situatie daar Red Harbour een aantal jaar eerder na overheidsingrijpen immers reeds volledig ontvolkt was. Uiteindelijk verhuisden 47 van de 155 Port Elizabethse gezinnen naar Red Harbour.